# Cupania scrobiculata
Cupania scrobiculata är en kinesträdsväxtart som beskrevs av L. C. Richard. Cupania scrobiculata ingår i släktet Cupania och familjen kinesträdsväxter. Utöver nominatformen finns också underarten C. s. reticulata.